# داچین

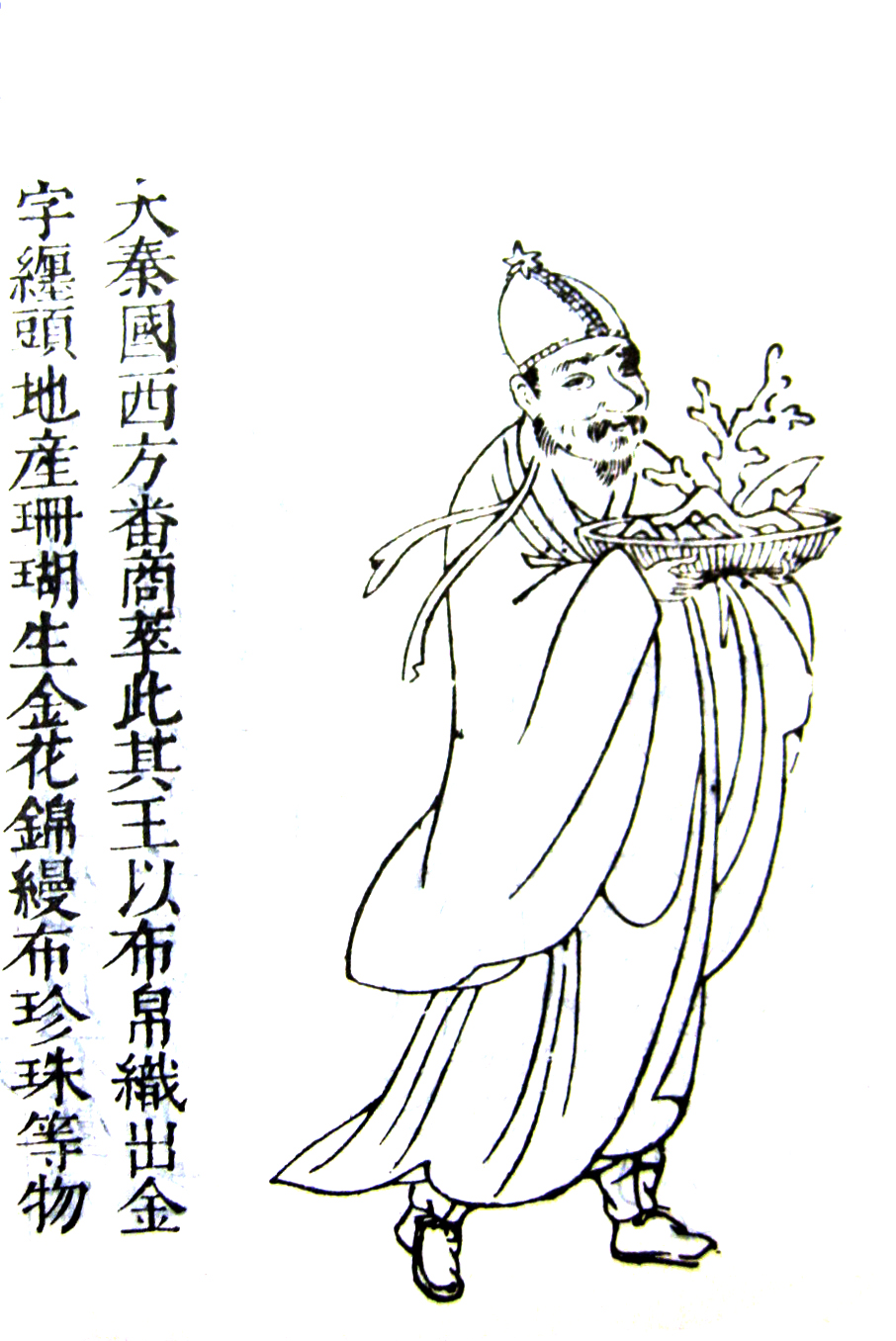
نگاره ای از مردم داقین (نام چینی روم باستان)

داقین (انگلیسی: Daqin) نام چینی باستان برای امپراتوری روم یا بسته به زمینه، خاور نزدیک، به ویژه سوریه (استان روم) است.